# Ito Dan
Ito Dan (伊藤 壇 Itō Dan, born 3 tháng 11 năm 1975) là một cầu thủ bóng đá người Nhật Bản. Hiện tại anh thi đấu cho Colombo FC ở Giải bóng đá ngoại hạng Sri Lanka.

## Sự nghiệp
Được biết đến với sự nghiệp khó khăn, Ito đã đi đến và trở thành cầu thủ nước ngoài tại 19 quốc gia quanh vùng Châu Á - Thái Bình Dương bao gồm Nhật Bản, Úc, Singapore, Việt Nam, Thái Lan, Malaysia, Brunei, Maldives, Hồng Kông, Ma Cao, Ấn Độ, Myanmar, Nepal, Campuchia, Philippines, Mông Cổ, Lào, Bhutan và Sri Lanka.
Ito có mặt trong đội hình Hong Kong League XI tham dự Cúp Carlsberg 2004.